# یگان ویژه فاتحین

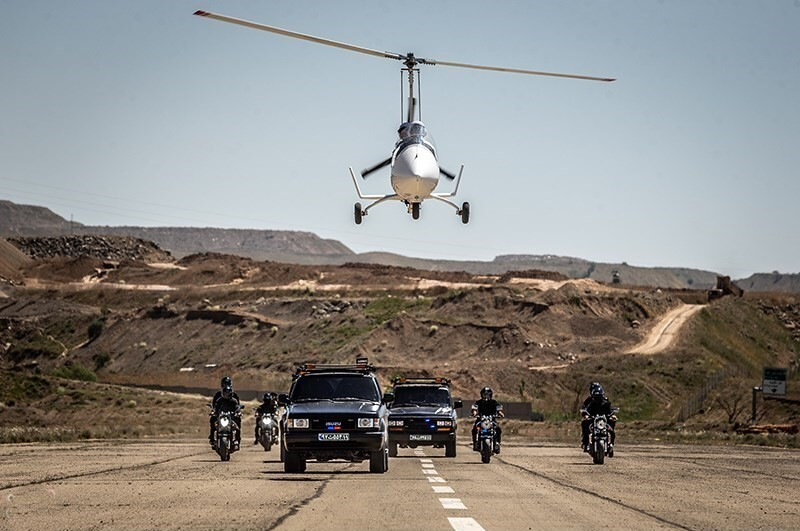
یگان فاتحین سپاه محمد رسوال‌الله تهران، در حال اجرای رزمایش

یگان ویژه فاتحین یکی از گروه‌های شبه‌نظامی زیرمجموعه سپاه پاسداران انقلاب اسلامی است که اعضای آن آموزش نظامی ویژه‌ای، فراتر از آموزش رایج اعضای بسیج دیده‌اند. این نیروها که در جنگ داخلی سوریه  مشارکت داشتند، در بحبوحه خیزش ۱۴۰۱ ایران با همان یونیفورم‌های نظامی در سطح شهر تهران برای مقابله با معترضان مستقر شدند.
یگان ویژه فاتحین در سال ۱۳۷۸ و در بحبوحه کوی دانشگاه توسط مجید فتحی‌نژاد و بسیجیان غرب تهران در ناحیه مقداد و تحت عنوان یگان عملیات ویژه هوابرد زیرمجموعه سپاه محمد رسول‌الله تهران بزرگ تأسیس شد. این یگان هم‌اکنون به یکی از رده‌های سازمان رزم سپاه پاسداران تبدیل شده است و علاوه بر تهران تمامی سپاه‌های استانی نیز دارای گردان‌های فاتحین می‌باشند.